# Thermomesochra reducta
Thermomesochra reducta é uma espécie de crustáceo da família Canthocamptidae.
É endémica de Malásia.